# La Trinité (Eure)
La Trinité es una localidad y comuna francesa situada en la región de Alta Normandía, departamento de Eure, en el distrito de Évreux y Cantón de Évreux-Este.

## Demografía
| 33 | 32 | 36 | 58 | 75 | 96 |
| Para los censos de 1962 a 1999 la población legal corresponde a la población sin duplicidades (Fuente: INSEE [Consultar]) |    |    |    |    |    |